# Rhinocolobus
Rhinocolobus ist eine ausgestorbene Gattung der Primaten, die während des frühen Pleistozän in Ostafrika vorkam. In Äthiopien, im Tal des Flusses Omo sowie östlich des Turkanasees in Kenia entdeckte Fossilien, die zu dieser Gattung gestellt wurden, stammen der 1982 publizierten Erstbeschreibung zufolge aus Sedimentschichten, die rund 1,9 Millionen Jahre alt sind. Rhinocolobus gilt als Verwandte der rezenten Schlank- und Stummelaffen.

## Namensgebung
Die Bezeichnung der Gattung Rhinocolobus ist abgeleitet vom griechischen Wort ῥινός (altgriechisch ausgesprochen rhinós: „Nase“) – ein Anspielung auf die lange Nase der Tiere – und verweist zudem auf morphologische Gemeinsamkeiten von Merkmalen der Fossilien mit den Merkmalen heute lebender Arten der Schwarz-weißen Stummelaffen (Gattung Colobus). Das Epitheton der bislang einzigen wissenschaftlich beschriebenen Art, Rhinocolobus turkanensis, verweist auf die Fundorte der Fossilien unweit des Turkanasees.

## Erstbeschreibung
Als Holotypus der Gattung und zugleich der Typusart Rhinocolobus turkanensis wurde in der Erstbeschreibung durch Meave Leakey das Schädeldach eines männlichen Individuums mit erhaltenem Gesichtsschädel und teilweise bezahntem linken und rechten Oberkiefer ausgewiesen (Sammlungsnummer Omo 75 1969-1012). Als Paratypen wurden unter anderem mehrere männliche und weibliche Unterkiefer-Fragmente, mehrere Schädel, einige Knochen aus dem Bereich unterhalb des Schädels sowie 60 einzeln gefundene Zähne ausgewiesen.

## Merkmale
Rhinocolobus war deutlich größer als die heute lebenden Arten der Gattung Colobus und besaß eine auffällig lange Nase. Die erhaltenen Knochen aus dem Bereich unterhalb des Körpers – u. a. Fragmente von Oberarmknochen, Schulterblatt, Schienbein, Wadenbein, Würfelbein, Mittelfußknochen und einige Rippen – sind von den entsprechenden Knochen heute lebender Schlank- und Stummelaffen nicht zu unterscheiden. Die Individuen dieser Gattung lebten vermutlich überwiegend auf Bäumen und ernährten sich von Blättern.
Rhinocolobus turkanensis lebte annähernd zur gleichen Zeit und im gleichen Gebiet wie Paracolobus und Cercopithecoides kimeui.

## Belege
1. ↑  Meave Leakey: Extinct large colobines from thr Plio-Pleistocene of Africa. In: American Journal of Physical Anthropology. Band 58, Nr. 2, 1982, S. 153–172, doi:10.1002/ajpa.1330580207.